# Ilagulei FC
Ilagulei Football Club – nieistniejący już belizeński klub piłkarski z siedzibą w mieście Dangriga, stolicy dystryktu Stann Creek. Funkcjonował w latach 2007–2009. Domowe mecze rozgrywał na obiekcie Carl Ramos Stadium.

## Osiągnięcia
- mistrzostwo Belize (1): 2008

## Historia
Klub został założony w 2007 roku. Już kilka miesięcy później zastąpił w lidze belizeńskiej inny zespół z Dangrigi, Revolutionary Conquerors FC. W swoim debiutanckim sezonie 2008 wywalczył mistrzostwo Belize. W rozgrywek wycofał się ze względów finansowych kilka miesięcy później, zaraz przed rozpoczęciem jesiennego sezonu 2009 Fall, kończąc swoją działalność.